# Sham (chirurgie)
En biologie expérimentale, une opération sham désigne une chirurgie dont on n'a pas pratiqué la procédure censée être thérapeutique.
Ainsi, pour tester l'efficacité d'une nouvelle stratégie chirurgicale, il n'est pas toujours pertinent de comparer les résultats entre le groupe test (procédure complète) et un groupe qui n'a subi aucune opération : on préfère quand c'est possible utiliser une procédure chirurgicale sans effectuer l'étape nouvelle. Au-delà de l'effet placebo, il est ainsi possible de prendre en compte l'effet non-spécifique de l'opération (incision, ligatures, mouvements, etc.) qui peuvent avoir des répercussions sur la santé de l'individu opéré. Ce type d'opération est couramment utilisé en recherche afin d'éviter de valider à tort une procédure qui ne serait pas efficace.